# Amédée-François Frézier
Amédée-François Frézier (n. 1682 - d. 26 octombrie 1773) a fost un inginer, matematician, spion și explorator francez.
A adus din Lumea Nouă specia de căpșun Fragaria chiloensis.
A contribuit la așezarea stereometriei la rangul de știință.
A cercetat corpurile a căror suprafață poate fi aplicată pe un plan, cercetări efectuate cu scopuri practice, dar noțiunea de suprafață desfășurabilă a fost introdusă ulterior de către Leonhard Euler.
A stabilit o teorie pur matematică a suprafețelor și a corpurilor care pot interveni în stereometrie.
A studiat curbele ciclice de ordinul al patrulea de prima speță, pentru probleme referitoare la tăierea pietrei.
Dintre acestea face parte și fereastra lui Viviani.
Una dintre cele mai valoroase lucrări ale sale este La théorie et la pratique de la coupe des pierres et des bois ("Teoria și practica tăierii pietrei și a lemnului"), apărută la Strasbourg în 1739.
1. 1 2  Amédée François FrÉzier, annuaire prosopographique: la France savante, accesat în 9 octombrie 2017
2. 1 2  Biographie universelle ancienne et moderne[*] Verificați valoarea |titlelink= (ajutor)
3. ↑  RKDartists, accesat în 23 august 2017
4. ↑  Czech National Authority Database, accesat în 1 martie 2022
5. ↑  Autoritatea BnF, accesat în 10 octombrie 2015
6. ↑  CONOR.SI[*] Verificați valoarea |titlelink= (ajutor)
7. ↑  Biographie universelle ancienne et moderne[*], p. 185-186 Verificați valoarea |titlelink= (ajutor)